# 巴贾瓦
巴贾瓦（Bajawa）是印度尼西亚东努沙登加拉省的一个城镇，也是恩加达县的县治所在，位于弗洛勒斯岛内陆。
巴贾瓦位于伊尼耶里耶火山附近，有温泉。居民主要是天主教徒。
图勒雷洛·索阿机场位于城镇东北，有飞往省首府古邦等地的航班。